# Hermann Kinkelin

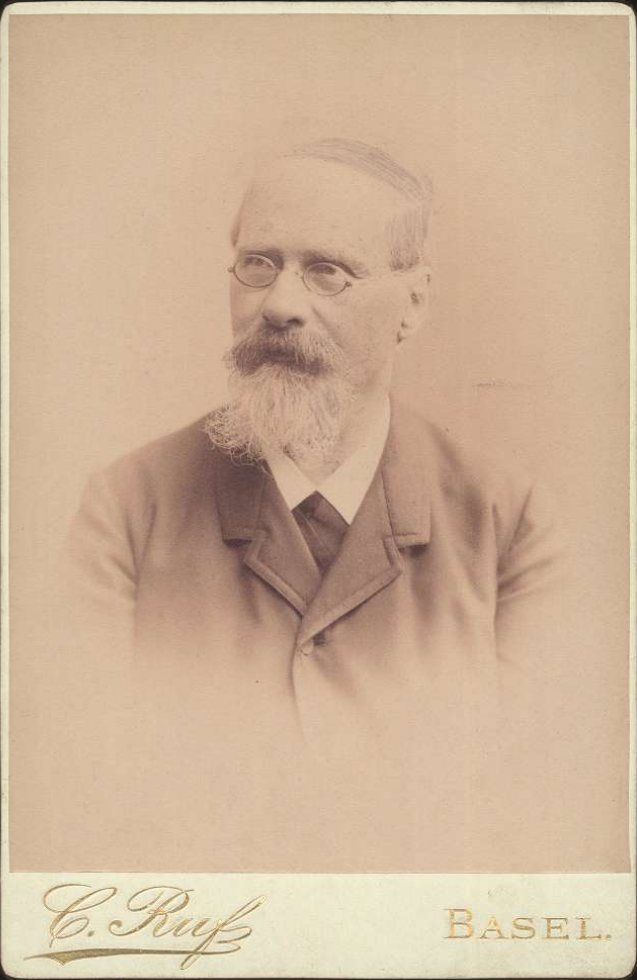
Hermann Kinkelin

Georg David Hermann Kinkelin (* 11. November 1832 in Bern; † 2. Januar 1913 in Basel) war ein deutsch-schweizerischer Mathematiker und Politiker.

## Leben

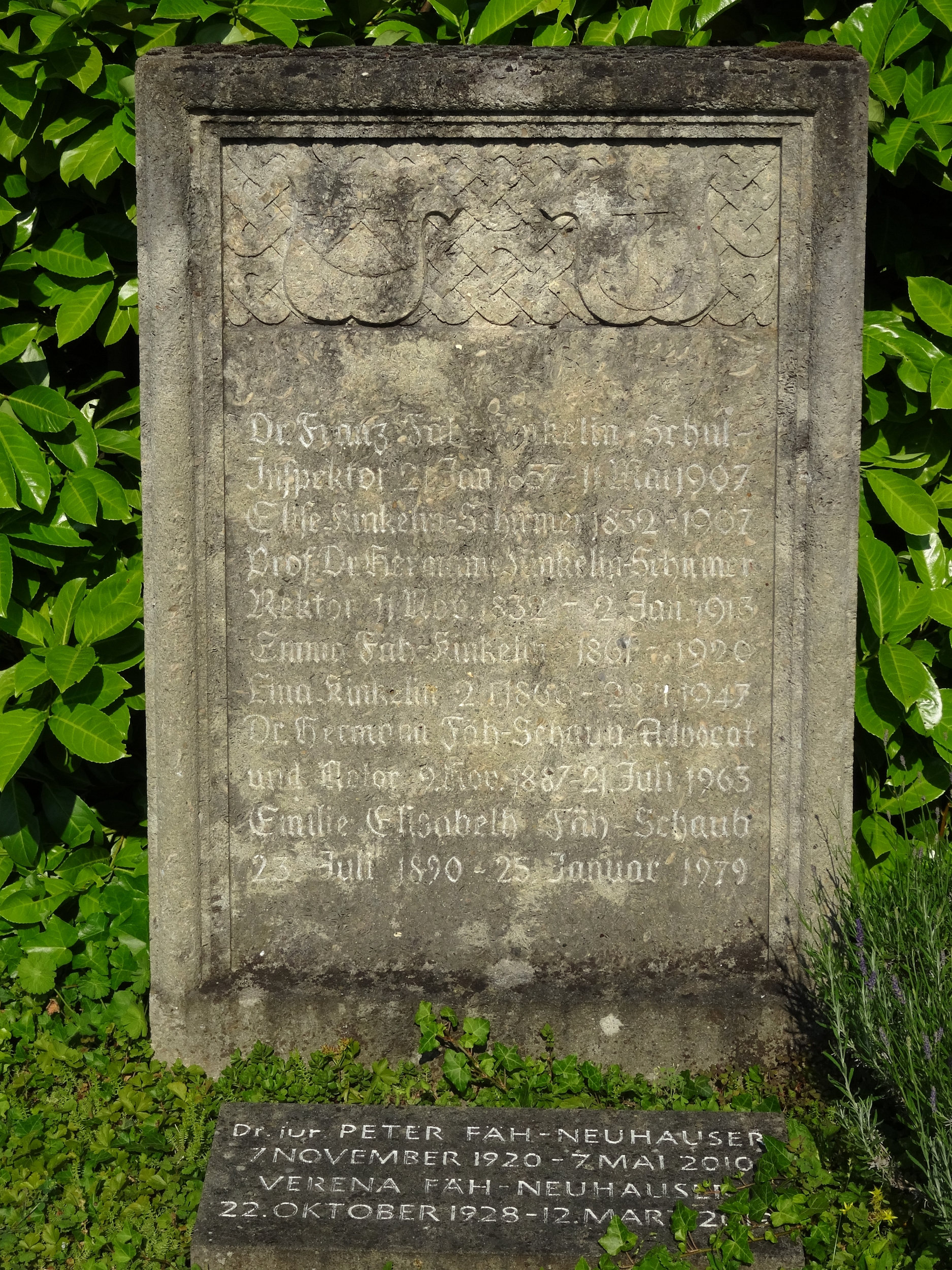
Familiengrab, Friedhof am Hörnli

Kinkelins Familie kam aus Lindau im Bodensee. Geboren als Sohn eines Kaufmanns studierte Hermann Kinkelin von 1850 bis 1854 Mathematik und Philosophie an den Universitäten Zürich, Lausanne und München und erlangte das Lehrerdiplom für die höhere Schulstufe. Nach Tätigkeiten in Aarburg und Bern war er ab 1860 Lehrer an der Gewerbeschule (später: Obere Realschule) in Basel, der er von 1866 bis 1868 und von 1875 bis 1903 als Rektor vorstand. Daneben war Kinkelin von 1865 bis 1895 Professor für Mathematik an der Universität Basel. Er war der Schwiegervater von Franz Fäh.
Kinkelin war ein bedeutender Statistiker. Er gründete die Basler Sterbe- und Alters-Kasse, deren Vorstand er von 1877 bis 1913 angehörte, die Schweizerische Statistische Gesellschaft, die er von 1877 bis 1886 präsidierte, und die Statistisch-Volkswirtschaftliche Gesellschaft Basel. 1870 und 1880 leitete er die Eidgenössischen Volkszählungen in Basel.

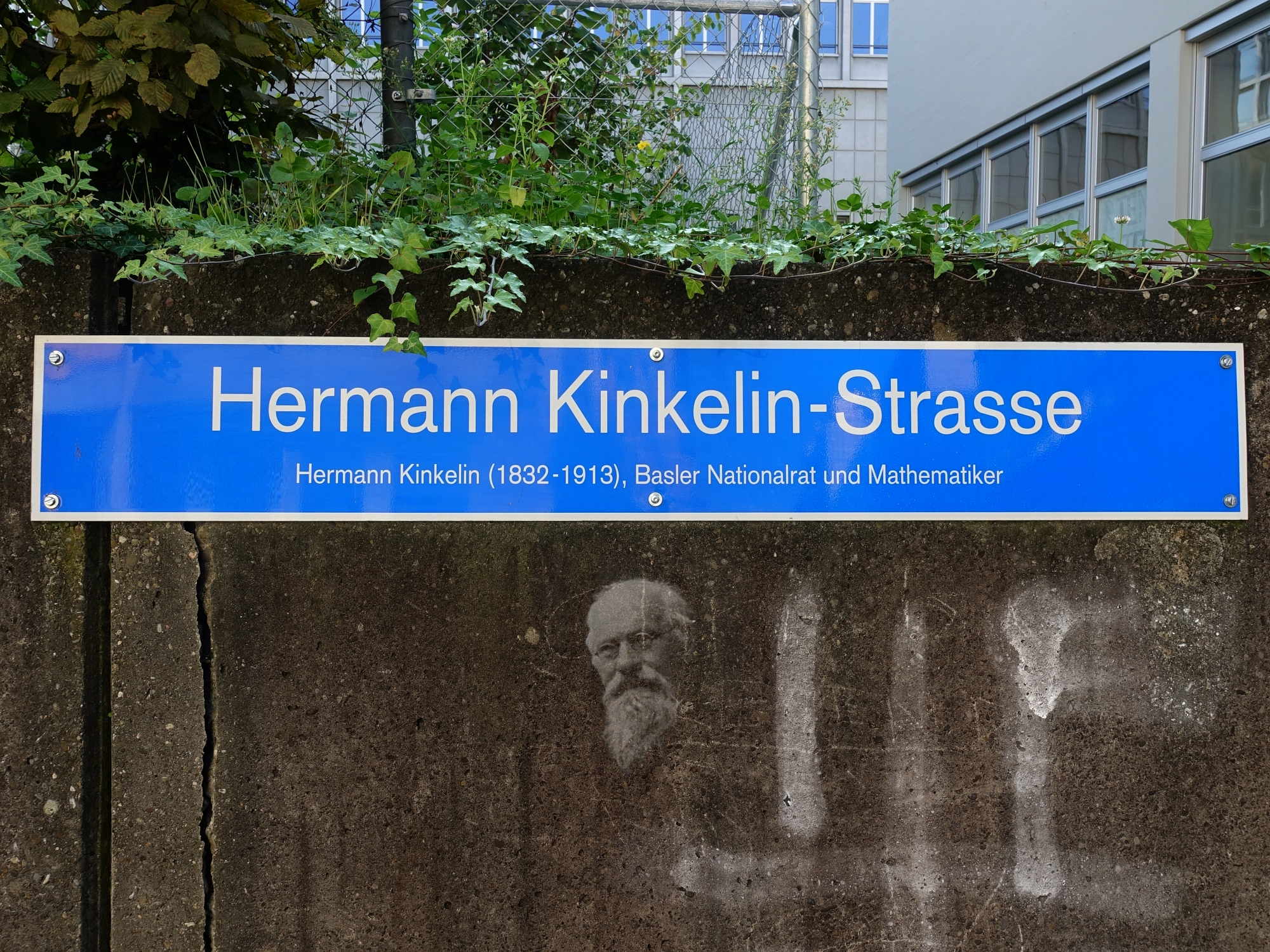
Hermann Kinkelin-Strasse, Basel

1867 wurde Kinkelin in Basel eingebürgert. Als Freisinniger gehörte von 1867 bis 1902 dem Grossen Rat des Kantons Basel-Stadt an, dem er 1877 und 1879 als Präsident vorstand. Eine Wahl in den Regierungsrat lehnte er 1886 ab. Bei den Wahlen 1890 wurde er in den Nationalrat gewählt und 1893 sowie 1896 bestätigt. Bei den Nationalratswahlen 1899 trat er nicht mehr an.
Die Konstante von Glaisher-Kinkelin trägt die Namen von James Whitbread Lee Glaisher und Hermann Kinkelin. In Basel sind nach ihm die Hermann-Kinkelin-Strasse, das Hermann-Kinkelin-Schulhaus (heute: Gymnasium Kirschgarten) und die Hermann-Kinkelin-Turnhalle benannt.
Kinkelin war mit Elise, geborene Schirmer (1832–1907) verheiratet und der Schwiegervater von Franz Fäh. Seine letzte Ruhestätte fand er im Familiengrab auf dem Friedhof am Hörnli.

## Schriften (Auswahl)
- Untersuchung über die Formel {\displaystyle \textstyle nF(nx)=f(x)+f(x+{\frac {1}{n}})+f(x+{\frac {2}{n}})+\ldots f(x+{\frac {n-1}{n}}).} In: Archiv der Mathematik und Physik. Bd. 22, 1854, S. 189–224 (Google Books, dito).
- Die Fundamentalgleichungen der Function Γ(x). In: Mitteilungen der Naturforschenden Gesellschaft in Bern. Nr. 385 und 386, 1857, S. 1–11 (Internet Archive, dito).
- Ueber einige unendliche Reihen. In: Mitteilungen der Naturforschenden Gesellschaft in Bern. Nr. 419 und 420, 1858, S. 89–104 (Google Books)
- Ueber eine mit der Gammafunction verwandte Transcendente und deren Anwendung auf die Integralrechnung. In: Journal für die reine und angewandte Mathematik. Bd. 57 (1860), S. 122–138 (GDZ [Memento vom 8. Juli 2020 im Internet Archive]).
- Die schiefe axonometrische Projektion. In: Vierteljahrsschrift der Naturforschenden Gesellschaft in Zürich. Bd. 6, 1861, S. 358–367 (Google Books).
- Allgemeine Theorie der harmonischen Reihen mit Anwendung auf die Zahlentheorie. Schweighauser, Basel 1862 (Google Books).
- Zur Theorie des Prismoides. In: Archiv der Mathematik und Physik. Bd. 39 (1862), S. 181–186 (Google Books, dito, dito).
- Beweis der drei Brüder für den Ausdruck des Dreieckinhaltes durch die Seiten. In: Archiv der Mathematik und Physik. Bd. 39, 1862, S. 186–188 (Google Books, dito, dito).
- Die gegenseitigen Huelfsgesellschaften der Schweiz im Jahr 1865. Les sociétés de secours mutuels de la suisse en 1865. G. A. Bonfantini, Basel 1868 (Google Books; Rezension).
- Neuer Beweis des Vorhandenseins complexer Wurzeln in einer algebraischen Gleichung. In: Mathematische Annalen. Bd. 1, 1869, S. 502–506 (Google Books, GDZ (Memento vom 23. September 2015 im Internet Archive), Jahrbuch-Rezension).
- Die Berechnung des christlichen Osterfestes. In: Zeitschrift für Mathematik und Physik. Bd. 15, 1870, S. 217–228 (Internet Archive).
- Kurze Belehrung über das metrische Maß und Gewicht. Genossenschafts-Buchdruckerei, Basel 1876; Nachdruck: Andreas Mächler, Riehen 2006, ISBN 3-905837-02-1.
- Vortrag. In: Die Basler Mathematiker Daniel Bernoulli und Leonhard Euler. In: Verhandlungen der Naturforschenden Gesellschaft in Basel. Bd. 7, Anhang, 1884, S. 51–71 (Internet Archive).
- Constructionen der Krümmungsmittelpunkte von Kegelschnitten. In: Zeitschrift für Mathematik und Physik. Bd. 40, 1895, S. 58–59 (Internet Archive, Jahrbuch-Rezension).
- Zur Gammafunktion. In: Verhandlungen der Naturforschenden Gesellschaft in Basel. Bd. 16, 1903, S. 309–328 (Internet Archive, dito).